# Wróbel cynamonowy
Wróbel cynamonowy (Passer cinnamomeus) – gatunek ptaka z rodziny wróbli (Passeridae). Występuje w Himalajach, Azji Południowo-Wschodniej oraz Azji Wschodniej, zwykle na obszarach górskich. Nie jest zagrożony wyginięciem. Wróble cynamonowe zamieszkują świetliste lasy, szczególnie te rosnące na skrajach tarasów rolnych. Niekiedy zapuszczają się do miasteczek i wsi, w których ich występowanie uwarunkowane jest przez obecność innych gatunków wróbli lub jej brak. Ich pożywieniem są głównie nasiona oraz niewielkie jagody. Gniazda są luźną zbieraniną suchych traw i igliwia, umieszczaną w różnego rodzaju zagłębieniach. W zniesieniu jest od 4 do 6 jaj.
Długość ciała wynosi 14–15 cm, masa ciała – 13–23 g. W upierzeniu widoczny jest dymorfizm płciowy. U samca obszar od głowy po kuper ma barwę jaskrawocynamonową o czerwonym odcieniu. Górna część grzbietu intensywnie kreskowana. Policzki i boki szyi białawe. Obszar wokół oka czarny, sięga aż po dziób tworząc kantarek oddzielony od ciemienia wąską białą linią. Niewielki czarny śliniak ciągnie się od brody po górną część piersi, jednak nie rozszerza się na jej boki. Pozostałe części spodu ciała są jasnoszare. Pokrywy skrzydłowe mniejsze cynamonowoczerwone, występuje podwójny pasek skrzydłowy. Pozostała część skrzydła pokryta czarno-szarymi pasami. Ogon ciemnoszaro-czarno paskowany. Samica przypomina tę wróbla zwyczajnego (P. domesticus), lecz o bardziej jaskrawych wzorach w upierzeniu, z matowym cynamonowym nalotem w górnych częściach ciała. Bardzo wyraźnie widoczna jest u niej kremowa brew zachodząca na tył głowy. Barwa dzioba zmienna w zależności od pory roku. Tęczówka brązowa lub czerwonawobrązowa, nogi i stopy – różowawobrązowe, czerwonawobrązowe lub jasnobrązowe.

## Taksonomia
Po raz pierwszy gatunek opisał John Gould w 1836. Holotyp pochodził z północno-zachodnich Himalajów. Autor nadał nowemu gatunkowi nazwę Pyrgita cinnamomea. Obecnie (2019) Międzynarodowy Komitet Ornitologiczny (IOC) umieszcza wróbla cynamonowego w rodzaju Passer. Wyróżnia trzy podgatunki, podobnie jak autorzy HBW.
Dawniej wróbel cynamonowy klasyfikowany był pod nazwą Passer rutilans, jednak nazwa nadana przez Goulda ma pierwszeństwo. Coenraad Jacob Temminck w 1836 (według daty druku) opisał go pod nazwą Fringilla rutilans (w indeksie wydanym w 1839 błędnie odniósł się do tego gatunku jako Fringilla russata). Epitet gatunkowy rutilans oznacza z łaciny „zaczerwieniony” (od rutilus – „kasztanowaty”, „czerwony”). Do opisu dołączona była tablica barwna opatrzona numerem 588, na której przedstawiony był również dzwoniec chiński (Chloris sinica). Według Temmincka holotyp pochodził z Japonii. Nouveau recueil de planches coloriées d'oiseaux Temmincka prócz tomów ukazywało się również w zeszytach (fr. livraison). Tablica 588 była częścią zeszytu 99, który ukazał się 31 grudnia 1836. John Gould przedstawił nowy gatunek na posiedzeniu Zoological Society of London (ZSL) 8 grudnia 1835, a relacjonujący to wolumin Proceedings of the ZSL wydany został 8 kwietnia 1836. Stąd nazwa Goulda opublikowana została 8 miesięcy wcześniej. Jako pierwszy P. rutilans i P. cinnamomeus połączył Ernst Hartert w 1904; wcześniej te dwa taksony uchodziły za bliskie, lecz odrębne gatunki. Hartert błędnie ustalił daty wydania obydwu pozycji, przyznając pierwszeństwo Temminckowi (1829). Błąd sprostował w 2011 Jiří Mlíkovský.
Proponowany podgatunek P. c. batangensis (Cheng & Tan, 1963) włączony został do P. c. intensior Rothschild, 1922. Opisano również nieuznawane podgatunki, między innymi P. c. kikuchii (Kuroda, 1924) i P. c. debilis (Hartert, 1904); Hartert błędnie uznał zachodnie Himalaje wspomniane przez Goulda za Bhutan, nazywając nowy podgatunek rzekomo tam występujący.
W języku angielskim wróbel cynamonowy znany jest pod nazwami Russet Sparrow, Cinnamon Sparrow, Cinnamon Tree Sparrow.
Poniżej przedstawiono fragment drzewa filogenetycznego wybranych gatunków rodzaju Passer opracowanego przez Allende et al. (2001) w oparciu o metodę największej parsymonii:
|  | \| \| P. a. ammodendri \| \| \| \| \| \| P. g. griseus \| \| \| \| |
|  |                                                                    |
|  | P. melanurus                                                       |
|  |                                                                    |
|  | P. a. ammodendri                                                   |
|  |                                                                    |
|  | P. g. griseus                                                      |
|  |                                                                    |

|  | P. a. ammodendri |
|  |                  |
|  | P. g. griseus    |
|  |                  |

|  | \| \| P. a. ammodendri \| \| \| \| \| \| P. g. griseus \| \| \| \| |
|  |                                                                    |
|  | P. melanurus                                                       |
|  |                                                                    |
|  | P. a. ammodendri                                                   |
|  |                                                                    |
|  | P. g. griseus                                                      |
|  |                                                                    |

|  | P. a. ammodendri |
|  |                  |
|  | P. g. griseus    |
|  |                  |

## Podgatunki i zasięg występowania
BirdLife International szacuje zasięg występowania wróbla cynamonowego na 12,4 mln km². IOC wyróżnia następujące podgatunki:
- P. c. cinnamomeus (Gould, 1836) – północno-wschodni Afganistan na wschód przez Himalaje (również w Nepalu, głównie zachodnim[19], i w północnym Bhutanie[15]) po południowe Chiny (południowy i południowo-wschodni Tybet oraz południowy Qinghai) i północno-wschodnie Indie (Arunachal Pradesh)[4]; zasięg mieści się w pasie szerokim na 200 km[15];
- P. c. intensior Rothschild, 1922 – północno-wschodnie Indie (Asam), południowo-centralne i południowe Chiny (na zachód od południka 103°30'E[15]) oraz północna Mjanma na wschód po północny Laos i północno-zachodni Wietnam[4];
- P. c. rutilans (Temminck, 1836) – północno-centralne i wschodnie Chiny, Półwysep Koreański (głównie Korea Południowa, gdzie gniazduje, w Korei Północnej do roku 2002 stwierdzony 4 razy[20]), Tajwan, południowy Sachalin (do równoleżnika 49°N[15]), południowe Wyspy Kurylskie i Japonia[4].

## Morfologia
Długość ciała wynosi 14–15 cm, masa ciała 13–23 g. Wymiary szczegółowe, bez uwzględniania podgatunków i liczby zbadanych okazów, podane w milimetrach przedstawia poniższa tabela.
| Płeć   | Długość skrzydła | Długość dzioba od nasady w czaszce | Długość skoku | Długość ogona |
| ------ | ---------------- | ---------------------------------- | ------------- | ------------- |
| Samce  | 68–82            | 12–14                              | 17–21         | 46–56         |
| Samice | 60–78            | 12–14                              | 17–21         | 46–53         |

Dalszy opis dotyczy ptaków podgatunku nominatywnego, jeżeli nie wskazano inaczej. W upierzeniu widoczny dymorfizm płciowy. U samca obszar od głowy po kuper ma barwę jaskrawocynamonową o czerwonym odcieniu. Górna część grzbietu intensywnie kreskowana. Długość kreskowanego obszaru zmienna, od 14,5 do 26 mm, w zależności od miejsca występowania. Policzki i boki szyi białawe. Obszar wokół oka czarny, sięga aż po dziób tworząc kantarek oddzielony od ciemienia wąską białą linią. Niewielki czarny śliniak ciągnie się od brody po górną część piersi, jednak nie rozszerza się na jej boki. Pozostałe części spodu ciała są jasnoszare. Pokrywy skrzydłowe mniejsze cynamonowoczerwone, występuje podwójny pasek skrzydłowy, górny szerszy. Pozostała część skrzydła pokryta czarno-szarymi pasami. Ogon ciemnoszaro-czarno paskowany. Dziób czarny w sezonie lęgowym, poza nim w barwie rogowej. Samica przypomina tę wróbla zwyczajnego (P. domesticus), lecz o bardziej jaskrawych wzorach w upierzeniu, z matowym cynamonowym nalotem w górnych częściach ciała. Bardzo wyraźnie widoczna jest u niej kremowa brew zachodząca na tył głowy, gdzie obydwa z tych pasków niemal się stykają. Dziób ciemnobrązowy w sezonie lęgowym, poza nim o barwie rogu. U osobników obojga płci tęczówka jest brązowa lub czerwonawobrązowa, a nogi i stopy – różowawobrązowe, czerwonawobrązowe lub jasnobrązowe. Osobniki młodociane upierzone są podobnie do samic, lecz bardziej matowe.
U ptaków podgatunku nominatywnego w świeżym upierzeniu widoczny jest żółty nalot. U reprezentantów P. c. intensior jest on słabo zaznaczony, ponadto wyróżniają się ogólnie ciemniejszym upierzeniem.

## Ekologia i zachowanie
W większej części zasięgu wróble cynamonowe występują w terenach górskich, choć położenie zasiedlanych przez nie terenów zmienia się wraz z szerokością geograficzną. Zamieszkują świetliste lasy, szczególnie te rosnące na skrajach tarasów rolnych, niekiedy zapuszczają się do miasteczek i wsi. Jeśli na danym terenie występują wróble zwyczajne (P. domesticus) lub mazurki (P. montanus), wróble cynamonowe trzymają się rzadziej zabudowanych części miast z przestrzennymi ogrodami. Gdy są jedynymi wróblami na danym obszarze, nie wymagają obecności drzew, trybem życia przypominają typowe miejskie wróble, w tym poprzez zbieranie z ulic rozsypanego ziarna czy odpadków. W Nepalu występują w wioskach na wyżynach, w których wróble zwyczajne są nieobecne. W północnej części zasięgu, na Sachalinie, wróble cynamonowe zasiedlają otwarte lasy i ich obrzeża, zwłaszcza na obszarach zalewowych. Na terenach zamieszkałych przez ludzi pojawiają się wyłącznie podczas migracji.
Zimą wróble cynamonowe przemieszczają się na niżej położone obszary na zboczach gór i nieopodal wybrzeży, gdzie żyją na otwartych uprawach i nadrzecznych terenach trawiastych. Zawsze przebywają w pobliżu drzew i krzewów, w których chowają się w razie jakiegokolwiek niepokoju. U przedstawicieli poszczególnych podgatunków zwyczaje związane z wędrówkami różnią się. U P. c. rutilans północne rubieże zasięgu (chińskie prowincje Shaanxi, Shanxi i Szantung, Japonia, Korea, Sachalin, Wyspy Kurylskie) są zamieszkiwane jedynie latem, południowe – zimą. Przedstawiciele P. c. intensior w większości prowadzą osiadły tryb życia, wędrówki mają charakter lokalny. Ptaki podgatunku nominatywnego zimą wędrują na południe, często tylko na odległość kilku kilometrów. Na tereny lęgowe wracają w okolicy marca.
Na północnych granicach zasięgu, leżących między równoleżnikami 49° i 38°N (między innymi na Sachalinie), wróble cynamonowe występują na poziomie morza. Na największych wysokościach – 4500 m n.p.m. – spotykane są na szerokości 28°N. W skrajnie południowej części zasięgu, na szerokości 20°N, wróble cynamonowe odnotowywane są na co najmniej 2500 m n.p.m. W Himalajach stwierdzane głównie powyżej 1800 m n.p.m., zimą schodzą na wysokość 500–1000 m n.p.m. (500–1500 m n.p.m. według innego źródła). W zachodnich Himalajach, od Czitralu po Shimla, gniazdują od 1800 do 2400 m n.p.m., w Kaszmirze – do 2700 m n.p.m., w południowo-wschodnim Tybecie – do 4200 m n.p.m. W Nepalu przeważnie stwierdzane od 915 do 4270 m n.p.m. (ogółem od 75 do 4350 m n.p.m.). W Mjanmie występują na wysokości 1500–2000 m n.p.m., na Tajwanie – 500–1800 m n.p.m. W Chinach gniazdują na wysokości od 100 m n.p.m. (Rezerwat przyrody Dongzhai, Henan) do 1600 m n.p.m. (Rezerwat przyrody Kuankuoshui, Kuejczou). W Japonii wróble cynamonowe odnotowywane były do 1400 m n.p.m. (są to jednak stosunkowo stare informacje z lat 40. XX wieku).
W sezonie lęgowym wróble cynamonowe tworzą luźne kolonie, przez pozostałą część roku zbierają się w stada. Podczas jesiennych wędrówek mogą one osiągać spektakularne rozmiary, później rozpadają się na mniejsze grupy ptaków wędrujące na południe. Zimą stada wróbli cynamonowych raczej unikają ludzkich siedlisk. Żerują w zwartych grupach na ziemi. Spłoszone uciekają na pobliskie drzewa i wracają, gdy zagrożenie minie, tak jak to czynią wróble wielu innych gatunków. Podczas szukania pokarmu stado przesuwa się do przodu w schemacie polegającym na przelatywaniu poszczególnych osobników nad głowami tych przed nimi, by je „wyprzedzić”. W literaturze wróble cynamonowe opisywane są zarówno jako skryte, jak i niepłochliwe, często widywane na wyeksponowanych gałęziach czy drutach. Prawdopodobnie nie łączą się w grupy z innymi wróblami czy ogólnie ziarnojadami. Blisko ⅓ (31,35%) czasu spędzają na pilnowaniu sytuacji w otoczeniu, ⅕ (22,12%) – na żerowaniu i szukaniu pokarmu.

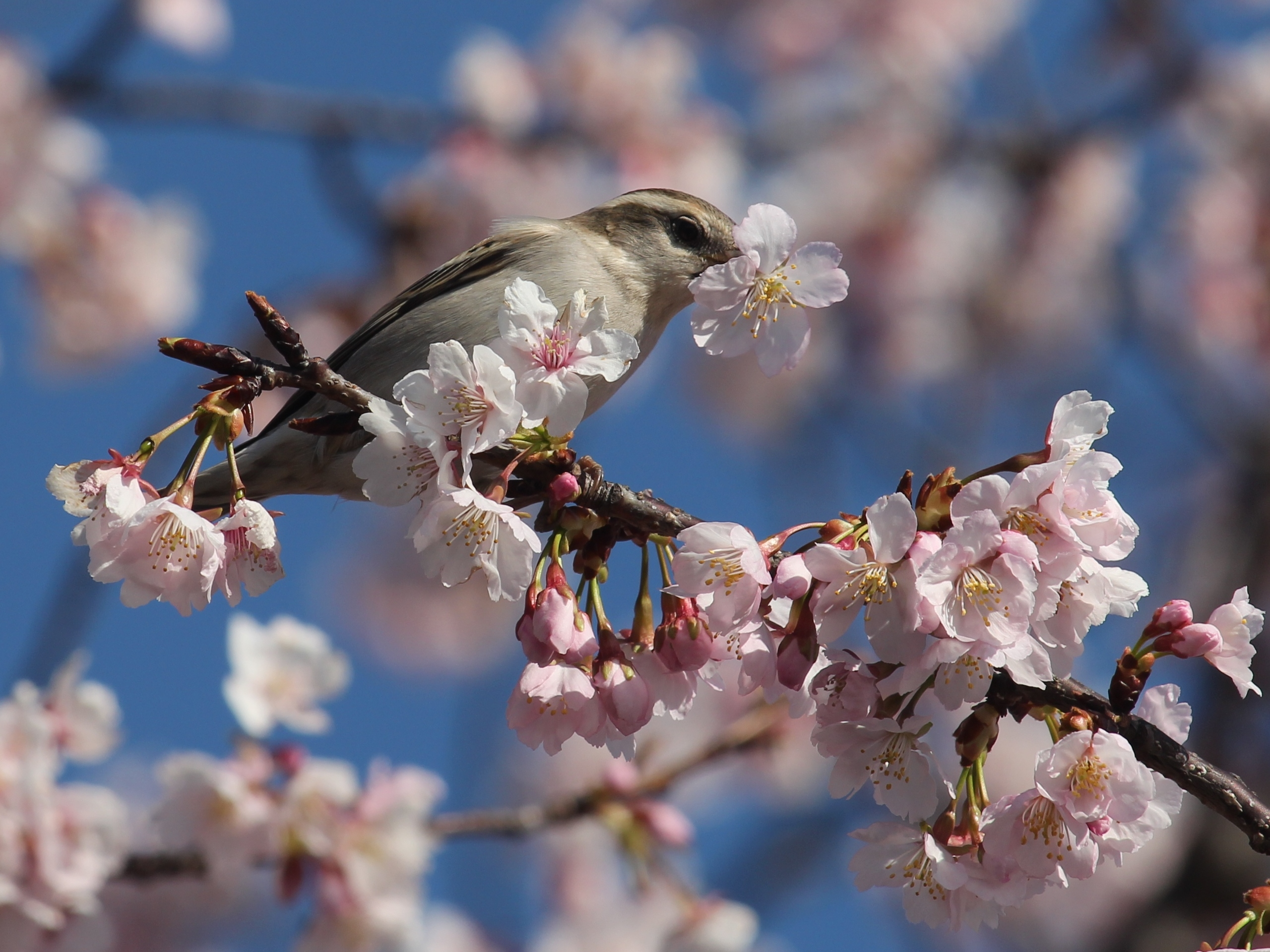
Samica jedząca kwiat sakury

Pożywieniem są głównie nasiona oraz niewielkie jagody, między innymi berberysu (Berberis), i owady. Wróble cynamonowe jedzą również nasiona zbóż (ryżu i jęczmienia). U 7 osobników z Korei żołądki zawierały wyłącznie ziarna traw.
U rosyjskiej populacji (P. c. rutilans; Sachalin, Wyspy Kurylskie) pierzenie trwa od sierpnia do września.

### Głos
Uwaga: głosy podano w transkrypcji anglojęzycznej, zgodnie ze źródłami.
Najpowszechniejszym głosem wróbli cynamonowych, używanym przez ptaki obydwu płci, jest monosylabiczne cheep lub chilp, miększe i bardziej melodyjne od podobnego głosu wróbli zwyczajnych. Często odzywają się nim samce w miejscach gniazdowania, gdzie przesiadują w wyeksponowanych miejscach pokroju nagich gałęzi drzew czy drutów. Zapisywane są również jako chweep i podobne do trylu cheep, zawsze monosylabiczne. Tego rodzaju dźwięki mogą zostać połączone w krótką pieśń – cheep chirrup cheeweep. Ali i Ripley (1974) opisują również swee...swee podobne do głosu opocznika (Saxicoloides fulicatus), lecz nie wspominają, w jakich sytuacjach wróble cynamonowe tak się odzywają. 
Summers-Smith (1990) stwierdził, że według wszystkich znanych mu obserwatorów wróbla cynamonowego wyróżnia jeden z najsłodszych i najbardziej melodyjnych głosów spośród wszystkich wróbli.

### Lęgi
Okres lęgowy w Indiach trwa od kwietnia do sierpnia, w północnym Pakistanie (Bagh) – od kwietnia do września, w Nepalu – od maja do lipca, na Sachalinie – od maja do lipca (informacje z lat 40. XX wieku), w Japonii (Hokkaido) – od początku maja do początku lipca. Dwa lęgi w roku. Wróble cynamonowe najczęściej zakładają gniazda w różnego rodzaju zagłębieniach, zarówno w dziuplach drzew jak i w skarpach, murach, budynkach (pod okapami dachów lub pod strzechą), w starych gniazdach jaskółek rudawych (Hirundo daurica) lub w puszkach elektroinstalacyjnych, typowym miejscu gniazdowania żyjących w miastach wróbli. Gniazdo budowane jest przez obydwa ptaki z pary, ma formę luźnej zbieraniny suchych traw i igliwia. Umieszczone jest od poniżej 1 do 10 m nad ziemią. Wyściółkę stanowią pióra i sierść.
Zniesienie liczy 4–6 jaj. Średnie wymiary 60 jaj (P. c. cinnamomeus): 18,9 na 13,9 mm. Obydwa ptaki z pary biorą udział w wysiadywaniu i opiece nad młodymi. Wysiadywanie rozpoczyna się od złożenia pierwszego jaja. Przy inkubacji prowadzonej w inkubatorze młode klują się po około 13 dniach. Czas jej trwania w naturze był nieznany przynajmniej do 2009 roku. Wróble cynamonowe zdają się nie rozpoznawać jaj ptaków innych gatunków, jednak rozpoznają obce pisklęta i wyrzucają je z gniazda lub głodzą na śmierć. W jednym przypadku zaakceptowały jednak pisklę mazurka. Młode otrzymują niemal wyłącznie pokarm zwierzęcy – gąsienice, pędraki i latające owady, zarówno łapane w locie, jak i zbierane z liści. Pisklęta badane na Hokkaido po wykluciu ważyły 1,7–2,6 g. Były w pełni opierzone w wieku od niecałych 14 do niecałych 17 dni od wyklucia. Dla osobników z poszczególnych lęgów podano średnią masę ciała od 17,75 do 19,5 g. Ogółem spadała ona wraz ze wzrostem liczby młodych w lęgu, a największą masę przy opierzeniu miały osobniki z małych lęgów odchowanych w izolowanym lesie. W badaniu porównującym niektóre z parametrów związanych z rozrodem na nizinach i wyżynach w Chinach uzyskano wartość sukcesu lęgowego wynoszącą średnio 4,20 i 3,46 opierzonego młodego na gniazdo (ze średnią liczbą jaj wynoszącą odpowiednio 4,92 i 4,09). Na nizinach wróble cynamonowe miały przeciętnie większe zniesienia i więcej młodych dożywało opierzenia, zaś na wyżynach okres lęgowy trwał dłużej.

### Pasożyty
W 1926 z wróbla cynamonowego opisano nowy gatunek wszoła głaszczkowego z rzędu Phthiraptera – Menacanthus subspinosus, później zsynonimizowany z Menacanthus eurysternus. Wróble cynamonowe są podatne na zarażenie apikompleksami Isospora michaelbakeri drogą pokarmową, przynajmniej w warunkach laboratoryjnych; pierwotniaki te nie wywołały infekcji u innych badanych ptaków. Zarażone osobniki umarły w ciągu 96 godzin, wcześniej doświadczając osłabienia mięśni i letargu, ponadto stroszyły się. Sekcja wykazała znaczne powiększenie śledziony i wątroby.

## Status i zagrożenia
IUCN uznaje wróbla cynamonowego za gatunek najmniejszej troski nieprzerwanie od 1988 (stan w 2019). BirdLife International określa trend liczebności populacji jako prawdopodobnie stabilny. W 2009 na Tajwanie wróbel cynamonowy miał być rzadki, a jego liczebność – zmniejszać się. Tego samego roku oceniono ten gatunek jako pospolity w zachodniej części zasięgu, a prawdopodobnie z malejącą liczebnością populacji we wschodniej części zasięgu.
Według wyników badań opublikowanych w 2017 w północnym Pakistanie (dystrykt Bagh, Azad Dżammu i Kaszmir) wróble cynamonowe są łapane przez lokalną ludność w celach spożywczych, dla trofeów i piór (wykorzystywanych do wypychania pościeli) oraz dla wykorzystania w medycynie ludowej, między innymi na porażenia, grypę, problemy ze stawami i gorączkę. Autorzy wspomnieli również, że lokalną ludność cieszy śpiew tych ptaków o poranku.